# Gulooru, Maddur
Gulooru là một làng thuộc tehsil Maddur, huyện Mandya, bang Karnataka, Ấn Độ.